# 문예중앙
《문예중앙》은 대한민국의 계간 문예지이다.

## 개요
1977년 중앙일보사에서 창간하였다. 당시 발행인 겸 인쇄인은 이종기, 편집인은 구종서이다. 발행사는 언론통폐합이 있기 전인 중앙일보·동양방송사였고, 중앙M&B·랜덤하우스코리아를 거쳐, 현재 문예중앙(중앙북스)에 이르고 있다.
창간호에서 ‘매너리즘과 정체(停滯)를 거부하고 우리의 잠자는 문학풍토에 새바람과 창조적인 의욕을 불어 넣을 것’이라고 밝히고 있다.
현재 편집위원으로 문학평론가 김영찬·권혁웅·조강석·김미정·허윤진 등이 활동하고 있다.
2005년부터 「문예중앙 소설상」을 제정하여 시상하고 있다.
《문예중앙》를 통하여 등단한 시인으로 장경린·이창기·윤제림·유하·박용하·문태준·유종인·권혁웅·이영광·김민정·김경인·이현승·박도희·신두호, 소설가로 신경숙·박상우·하창수·조해진·김개영, 평론가로는 함돈균·조영일 등이 있다.